# هيتوشي كاواشيما
هيتوشي كاواشيما (باليابانية: 川島 仁) (مواليد 4 أغسطس 1977)، هو لاعب كرة قدم سابق كان يلعب كمهاجم.